# لمب (ایلینوی)
لمب (به انگلیسی: Lamb) یک منطقهٔ مسکونی در ایالات متحده آمریکا است که در شهرستان هاردین، ایلینوی واقع شده‌است. لمب ۱۱۸٫۸۷ متر بالاتر از سطح دریا واقع شده‌است.